# Point of Know Return (singolo)
Point of Know Return è un singolo del gruppo rock statunitense Kansas, pubblicato nel 1977 ed estratto dall'omonimo album Point of Know Return.
Il brano è stato scritto da Steve Walsh, Robby Steinhardt e Phil Ehart ed è incluso anche in molte compilation e album dal vivo del gruppo come The Best of Kansas, Dust in the Wind, Device, Voice, Drum e There's Know Place Like Home, e compare nella serie televisiva James.

## Formazione
- Steve Walsh – voce, organo, cori
- Robby Steinhardt – violino, viola, cori
- Kerry Livgren – piano
- Rich Williams – chitarra elettrica
- Dave Hope – basso
- Phil Ehart – batteria